# Trekammarbrunn

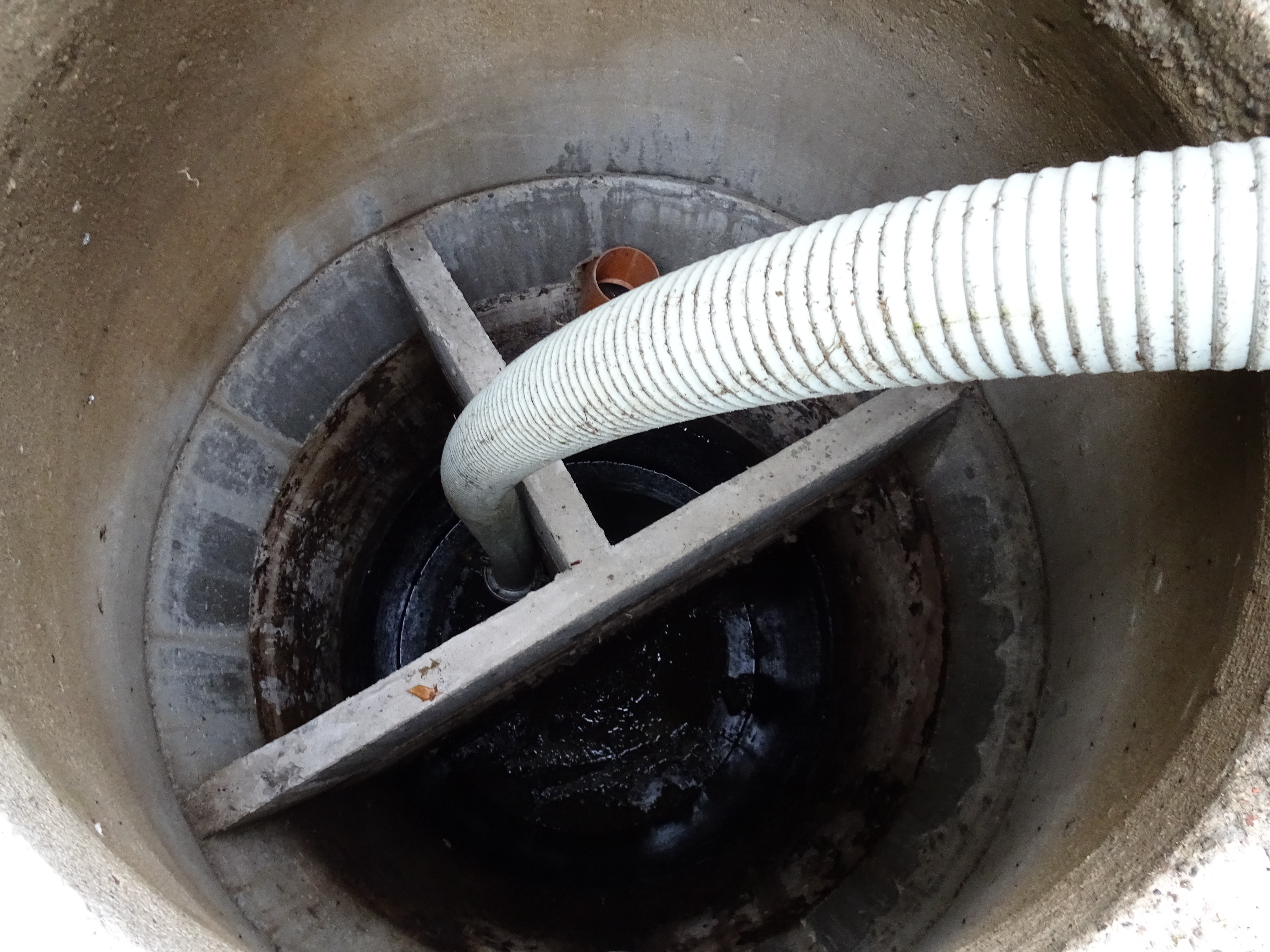
En öppnad trekammarbrunn i betong sedd uppifrån vid slamsugning.

Trekammarbrunn är en konstruktionslösning som används för att avskilja sedimenterande material (avloppsslam) ur klosettvatten och bad-, disk- och tvättvatten från hushåll som saknar anslutning till kommunalt avlopp (enskilda avloppsanläggningar). 
Trekammarbrunnen renar inte avloppsvattnet från föroreningar som är lösta i vattnet. Eventuella rester av exempelvis tvättmedel följer med vattnet. Från trekammarbrunnen rinner vattnet normalt vidare till en stenkista eller en infiltrationsanläggning för så kallad avloppsinfiltration. Andra typer av rening är kompaktfiler, markbädd eller minireningsverk. 
Reningen av fosfor och kväve kan vara undermålig i äldre reningsanläggningar. Detta medför dock inte att enskilda avlopp nämnvärt bidrar till hushållens bidrag till övergödningen av sjöar och vattendrag eftersom de vanligen släpps ut i mark till skillnad mot kommunala avlopp, som efter behandling släpps ut i hav, sjöar och vattendrag och medför övergödning (eutrofiering) samt utsläpp av föroreningar såsom PFAS och medicinrester. Dessa kan påverka bland annat fisk. Vattnets hastighet genom stenkistor beror på omgivande mark. Vid passagen genom mark renas vattnet effektivare än i kommunala reningsverk. Om grundvattenytan når upp till någon del av en stenkista så finns risk att dricksvattenbrunnar förorenas av avloppsvatten.
I Sverige måste en ny anläggning godkännas av kommunen innan den tas i drift. Den 1 januari 2007 infördes en miljösanktionsavgift på 3 000–5 000 kr för den som utan tillstånd eller anmälan inrättar en enskild avloppsanordning. En trekammarbrunn skall tömmas vid behov. Vid tömning av brunnen bör man fylla upp vatten till spärrnivån för att den igen skall fungera som avsett.